# Dušan Brković
Dušan Brković (in serbo Душан Брковић?; Užice, 20 gennaio 1989) è un calciatore serbo, difensore del Leiknir.

## Palmarès

### Competizioni nazionali
- Coppa Toto Al: 1

Hapoel Haifa: 2012-2013
- Campionato ungherese: 1

Debrecen: 2013-2014